# Zeche Johann Deimelsberg
Die Zeche Johann Deimelsberg war ein Steinkohlen-Bergwerk in Essen-Steele.

## Geschichte
Unter dem Namen Gewerkschaft der Zeche Johann Deimelsberg schlossen sich zwischen 1885 und 1887 zwei Zechen zusammen, die schon seit langer Zeit im Raum westlich von Steele Kohleabbau betrieben.
Ein Stollen namens Deimelsberg wurde schon im 16. Jahrhundert erwähnt. Der Deimelsberger Stollen, aus dem die Zeche entstand, war seit 1749 urkundlich nachgewiesen. Ab 1829 wurde die Zeche als Erbstollen geführt. 1853 wurde direkt am Deimelsberg mit dem Niederbringen des ersten seigeren Schachtes begonnen. Nach 1870 wurde die Zeche als Ver. Deimelsberg geführt. Der Schacht Deimelsberg 1 wurde nahe der Westfalenstraße abgeteuft. 1876 wurde am Laurentiusweg der Schacht Deimelsberg 2 abgeteuft. Nach dessen Förderaufnahme wurde Schacht Deimelsberg 1 abgeworfen und nur noch die Aufbereitung betrieben. Die Förderung erreichte 90.000 t Magerkohle pro Jahr.
Die Zeche Johann wurde 1809 gegründet und baute zunächst im Gebiet am Westende von Steele mit tonnlägigen (= schrägen) Schächten Kohle ab. Ab 1859 wurde der Grubenfeldbesitz durch Anschlüsse vergrößert, so dass die Zeche künftig als Ver. Johann firmierte. 1873 wurde nahe dem Steeler Westbahnhof der erste seigere (= senkrechte) Förderschacht niedergebracht. Nach Niederbringen eines Wetterschachtes wurden bald 130.000 t Kohle pro Jahr gefördert. Nach Zusammenschluss der beiden Zechen 1887 wurde Schritt für Schritt die Förderung auf die Schachtanlage Johann verlagert. 1893 wurde auf Schacht Johann eine Brikettfabrik errichtet.
1906 wurde neben Schacht Johann 1 der Schacht Johann 2 abgeteuft. Nach dessen Fertigstellung wurde der Schacht Deimelsberg 2 endgültig abgeworfen und verfüllt. Schacht Johann 1 erhielt ein neues Fördergerüst. 1910 wurde das Grubenfeld der stillgelegten Zeche Vereinigte Charlotte angeschlossen. Ab 1915 wurde dieses an die neu gegründete Charlotte Bergbau GmbH abgegeben, welche die Wiederaufnahme der Förderung plante (siehe Zeche Theodor).

## Stilllegung
Ab 1919 befand sich die Zeche in Besitz der Bergbaugesellschaft Adler mbH. Diese plante, die Zeche, die sich wegen der schwierigen Absatzlage für Magerkohle in Zahlungsschwierigkeiten befand, mit der benachbarten Magerkohlenzeche Centrum 4/6 zu verbinden. Eine Verbindungsstrecke wurde aufgefahren. Zu dieser Zeit förderte Johann Deimelsberg 420.000 t Magerkohle jährlich. Faktisch ergab sich aber 1926, dass dieser Verbund wirtschaftlich nicht tragbar war. Daher wurde 1928 die Förderanlage Johann 1/2 außer Betrieb genommen und die Zeche zum 31. August stillgelegt. Die Schächte wurden verfüllt und die Tagesanlagen abgebrochen. Ab 1952 wurde das Grubenfeld durch die benachbarte Zeche Katharina aufgeschlossen und abgebaut.

## Durchgangslager
Im April 1942 wurden ca. 300 jüdische Einwohner Essens im Barackenlager Holbeckshof zusammengezogen, das als Durchgangslager fungierte. Das Lager war bewacht, jedoch konnten die Bewohner sich tagsüber unter Einschränkungen außerhalb aufhalten. 170 der in einem Hausbewohnerverzeichnis erfassten Juden wurden am 20. Juli 1942 in das Ghetto Theresienstadt deportiert.

## Heutiger Zustand
Das Gelände der Zeche Deimelsberg war bereits nach der Jahrhundertwende zum 20. Jahrhundert aufgegeben worden. In den 1920er Jahren wurde auf dem Gelände Deimelsberg 1 das Knappschaftskrankenhaus Essen-Steele errichtet. Auf dem Gelände Johann 1/2 befinden sich Gewerbebetriebe.
Ein Zechengebäude in der Westfalenstraße ist noch vorhanden und steht seit 1991 unter Denkmalschutz.